# Витмер, Александр Николаевич
Александр Николаевич Витмер (26 марта [7 апреля] 1839, Санкт-Петербург — 25 ноября (8 декабря) 1916, Ялта) — генерал-майор русской императорской армии; профессор Николаевской академии Генерального штаба. Военный историк, предприниматель, меценат. Начальник штаба береговой и морской обороны Свеаборга (1877).

## Биография
Родился 26 марта (7 апреля) 1839 в Санкт-Петербурге. Предками его по отцовской линии были выходцы из Дании, а по материнской дворяне одной из ветвей древнего рода Барановых. Имел старшего брата Николая (1829—1887). Большую часть детства провел в Тихвинском уезде, где находилось родовое поместье его тетки по материнской линии Екатерины Шамшевой (в девичестве Баранова) — Горки.
С 1851 по 1857 годы учился в Павловском кадетском корпусе. Проявил себя как незаурядный ученик закончил кадетское училище с отличием и в звании поручика. Отказавшись от службы в гвардии был зачислен в 7-й Самогитский гренадерский полк под командованием А. Р. Дрентельна. Через полгода переведен в Москву, а ещё через год в Рыбинск, где недолгое время возглавлял школу юнкеров.
В 1859 году поступил в Николаевскую академию Генерального штаба. Активно начал интересоваться историей, особенно периодом Наполеоновских войн. В свободное от занятий время слушал лекции Михаила Стасюлевича, преподававшего тогда историю в Санкт-Петербургском университете. После окончания академии в 1862 году Витмер отказавшись от предложения перевестись с повышением в звании на службу в Генеральный штаб поступил в звании поручика в Гродненский гусарский лейб-гвардии полк заинтересовавшись верховой ездой и кавалерией в целом. Проходил службу под Красным селом; подполковник (ст. 4.04.1865), полковник (ст. 31.03.1868).
Летом 1863 года вместе с полком прибыл в Царство Польское; в Варшаве сдружился с штабс-капитаном А. П. Граббе. Участвовал в подавлении антироссийского восстания, главным образом против полуторатысячного отряда бригадного генерала Э. Тачановского. Был ранен в бою под Сендзиевицами и взят мятежниками в плен. Через 2 дня освобождён вместе с оставшимися в живых бойцами своего отряда по личному приказу Тачановского, отдавшего его «из уважения к мужеству врагов», сохранил саблю умершего от ран после боя А. П. Граббе.
После этого был переведён в Таврический 6-й гренадерский полк под командование полковника А. С. Аллера находящемся в местечке Гура-Кальвария и непосредственно участия в боевых действиях против повстанческих отрядов более не принимал. В его задачу входило в качестве командира конного патруля задерживать и допрашивать всех подозрительных лиц, подозреваемых в принадлежности к «Народной жандармерии».
В 1864 году занял кафедру по тактике в Николаевской академии Генерального штаба; в числе его учеников был и М. Д. Скобелев. Был адъюнкт-профессором военной истории и стратегии (25.09.1865 — 19.02.1879), адъюнкт-профессором военного искусства (1.01.1866 — 4.11.1874), профессором военного искусства (4.11.1874 — 19.02.1876). Командированный за границу в 1869 году для знакомства с прусской и французской армиями, вопреки всеобщему мнению, настойчиво доказывал, что при встрече с пруссаками французская армия обречена на катастрофу.
С должности начальника штаба береговой и морской обороны Свеаборга в 1878 году вышел в отставку генерал-майором на основании Манифеста 18.02.1878 г. (ст. 30.08.1878).
В 1890-х годах жил в доме Карташевских, где впоследствии был построен доходный дом А. Н. Дитерикса (Малая Московская улица, 4).
Работал в земстве по виноградарству и табаководству; доказал возможность производства в Крыму высоких сортов табака (дюбека).
Владел несколькими земельными участками в Ялте и удачно продал некоторые во время строительного бума 1880-х годов сделав состояние.
Скончался в Ялте 25 ноября (8 декабря) 1916 года.

## Семья
Женился 31 января 1868 года на Софье Павловне Сабаниной (1846—1896). У них 11 ноября 1869 года родился сын Борис. Род продолжил внук Михаил.
Сразу после смерти жены, Софьи Павловны, 24 апреля 1896 года женился на дочери генерал-лейтенанта Карла Карловича Мейер, Вере Карловне.